# 火十字团
火十字团，一譯称“战斗十字团”，戰間期的法国民族主義政党。1927年成立。最初，为退伍军人组织，无政纲。1931年起，在拉·罗克领导下，开始鼓吹建立个人独裁，反对议会制度，逐渐成为拥护法西斯主义的组织。后吸收大批青年和妇女参加，并购置武器。火十字團，亦為1934年2月向议会进军事件的主要分子。對抗法西斯主義的左翼人民阵线政府建立后，火十字團於1936年6月遭到解散。同年7月，重組為法兰西社会党，继续进行政治活动。

## 草創 (1927-1930)
火十字團最初是第一次大戰退伍軍人組成的互助團體，特別是曾經領過英勇十字勳章的退伍軍人。莫里斯·达尔图瓦 在1927年11月26日創立。
達爾圖瓦領導火十字團，直到1929年，被作家Jacques Péricard取代。1929年同年，该组织获得墨索里尼的支持者、香水商人法蘭索瓦‧科蒂的赞助，创办机关报《火炬》（Le Flambeau）。
受益於羅馬天主教會針對法蘭西運動的1926年禁令，許多保守主義的天主教徒成為火十字團成員，包含法蘭索瓦·密特朗。

## 德‧拉‧羅克 (1930-1936)
1930年，退伍陆军中校弗朗索瓦·德·拉·罗克擺脫了科蒂，取得對火十字團的領導地位。1934年2月，拉‧羅克針對斯塔维斯基事件發動大規模示威，企圖摧毀當時第三共和國的左翼政府。藉此，拉‧羅克一躍成為極右派英雄，以反對社會主義與共產主義聞名。
在拉‧羅克領導之下，火十字團鼓吹對抗「德國威脅」的軍事努力，支持組合主義與勞資雙方間合作。此舉擴大了火十字團的群眾基礎。許多非退伍軍人的群眾亦加入組織。為對抗君主主義者的法蘭西運動，及其政治優先(Politique d'abord! )的口號，拉‧羅克發明了「社會優先」(Social d'abord! )的口號。在其著作《公共服務》(Le Service Public, 1934)中，拉‧羅克主張議會改革，包含最低薪資、給薪假、婦女投票權等等。火十字團及其外圍組織，在1928年僅500人，1933年底成長至6萬人，1934年成長至15萬人，1935年年底成長至40萬人。
1932年，法蘭西運動及極右翼政黨愛國青年團發動反對償還對美債務的大型示威。火十字團雖未直接參與1932年暴動，但也有出聲聲援。然而，1934年暴動中，火十字團一度包圍議會所在的波旁宮，威脅政府體制。另一方面，拉‧雅克被左翼視為墨索里尼及希特勒的模仿者。於是，人民陣線政府開始取締右翼團體。1936年6月18日，火十字團遭到解散。

## 法蘭西社會黨 (1936-1940)
拉‧羅克組織法蘭西社會黨（Parti Social Français, PSF），作為被解散的火十字團的繼承者。社會黨謀求中間階級作為群眾基礎，成為最大的保守派政黨。其口號「勞動、家庭、祖國」由維琪法國拿去當作國家格言。然而，該黨未因法國陷落而受益，反而再度解散。

## 二戰期間
拉‧羅克對德國占領的態度處於一種微妙的狀態。
最初，拉‧羅克迎合貝當政權，改組法蘭西社會黨為Progrès Social Français，但最終參與對抗德國的地下反抗活動。

## 腳註
1. 1 2  .   [2018-12-10]. （原始内容存档于2018-12-10）. “火十字团”（Croix-de-Feu）是1927年11月26日成立的一个法西斯组织，创立者为莫里斯·达尔图瓦（Maurice d'Hartoy，1892—1981），该组织起初是一个退伍军人互助组织，成员大多是获得过1914—1918年战争十字勋章的老兵。1929年该组织获得大商人的赞助，创办了自己的机关报《火炬》（Le Flambeau），同年退役陆军中校弗朗索瓦·德·拉·罗克（François de La Rocque，1885—1946）加入该组织，他于1930年担任首领之后，把该组织变成了一支法西斯准军事组织。1936年6月该组织被人民阵线政府取缔。——中译者注
2. ↑  Weiße Blätter, Issue December 1937 Archived 2012-04-26 at the Wayback Machine. in Der November brachte: 19th, p. 265
3. ↑  .   [2018-12-10]. （原始内容存档于2018-12-10）. 在這樣的氛圍下，法國的保守右派團體終於忍不住了，以愛國青年團（Jeunesses Patriotes）為首的極右翼團體，在保守軍方退伍軍人組織火十字團（Croix-de-Feu）的聲援下，決定武裝起來走上街頭，矢志「消滅共產主義與和平主義」並「導正錯誤百出的國會」
4. ↑  Jean Lacouture. Mitterrand, une histoire de Français (Le Seuil, 1998), p. 55.